# آن زن به او بد کرد
آن زن به او بد کرد (به انگلیسی: She Done Him Wrong) فیلمی ۶۶ دقیقه‌ای به کارگردانی لاول شرمن با بازی کری گرانت است که در سال ۱۹۳۳ منتشر شد. «آن زن به او بد کرد» در گیشه موفق بود و این فیلم نامزد جایزه اسکار بهترین فیلم شد.